# Râul Obârșia Rebrei
Râul Obârșia Rebrei este un curs de apă, afluent al râului Rebra. 